# Steye Raviez
Steye Raviez (Amsterdam, 28 maart 1942 - aldaar, 20 februari 2017) was een Nederlands fotograaf. Hij kreeg vooral bekendheid door zijn portretten van de schrijver Gerard Reve. Hij begon zijn carrière in 1965 als vormgever voor de Haagse Post, maar stapte allengs over naar de fotografie. In 1985 stapte hij over naar Vrij Nederland, waarvoor hij werkte tot 2001.
Zijn specialiteit was de portretfotografie. Gerard Reve noemde hem zelfs zijn "hoffotograaf". Samensteller Joop Schafthuizen nam enkele van Raviez’ foto's op in Album Gerard Reve (1983), en later bundelde hij zijn portretten van Reve zelf in Raviez’ Reve (2001).
Hij heeft ook oorlogsreportages gemaakt vanuit Koeweit tijdens de Golfoorlog van 1990-1991, en ook heeft hij de krakersrellen in Amsterdam vastgelegd. Raviez heeft vier keer de Zilveren Camera gewonnen. Het boek De beste mensenfotograaf die ik ken (2016) geeft een algemeen overzicht van zijn foto's en teksten. 
Na zijn fotoloopbaan heeft Raviez zich toegelegd op het schrijven van literaire thrillers als The end: jacht op een primeur (2000), Vuile streken (2006) en Addergebroed (2010). Twee boeken, Spion, een dubbelbiografie van zijn ouders, en de roman Het reisbureau verschijnen postuum in 2017. 
- Bibliothèque nationale de France: cb15578759p (data)
- Digitale Bibliotheek voor de Nederlandse Letteren: ravi001
- International Standard Name Identifier: 0000 0000 0238 9890
- Library of Congress Control Number: n80056654
- Nederlandse Thesaurus van Auteursnamen: 070132240
- RKD-Nederlands Instituut voor Kunstgeschiedenis: 65771
- Système universitaire de documentation: 152818324
- Virtual International Authority File: 61868466
- WorldCat: E39PBJr7W8K6K3q8tFv9XYwKVC